# Алън Янг
Алън Янг (на английски: Alan Young) (19 ноември 1919 г. – 19 май 2016 г.) е английско-канадски актьор и озвучаващ артист, най-известен с ролята си на Уилбър Пост в ситкома „Господин Ед“ и като гласа на Скрудж Макдък в „Патешки истории“ и редица от появите му във филми, сериали и видео игри на Дисни.

## Личен живот
Янг се е женил два пъти. През 1941 г. се жени за Мери Ан Граймс и се развеждат през 1947 г. От нея има две деца. По-късно се жени за Вирджиния Маккърди, която умира през 2011 г. От нея също има две деца.